# Norma Heidegger

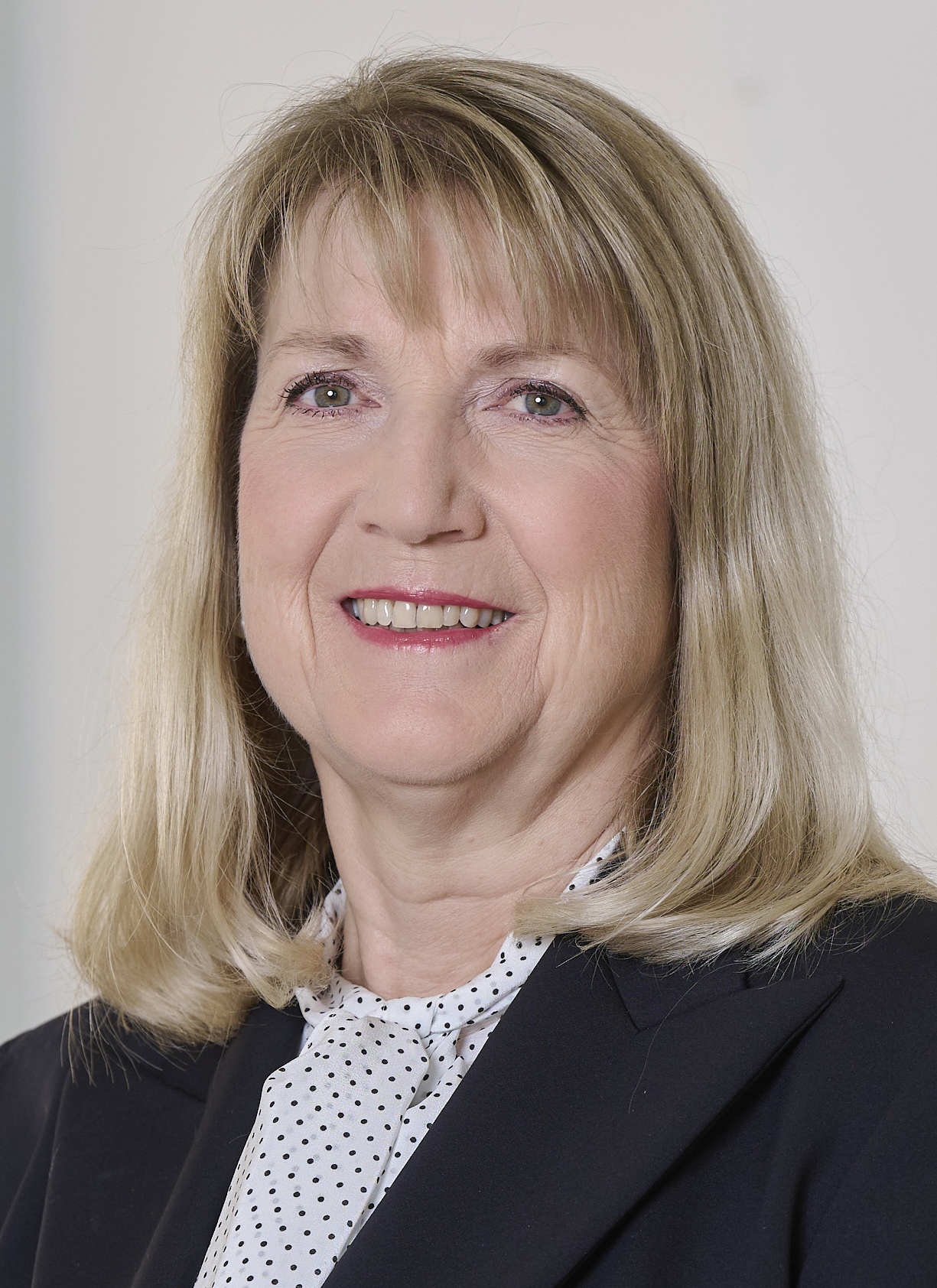
Norma Heidegger (2025)

Norma Heidegger (* 17. September 1961 in Chur) ist eine liechtensteinische Politikerin (VU). Seit 2021 ist sie Abgeordnete im liechtensteinischen Landtag.

## Biografie
Heidegger absolvierte ihre Schulbildung an der Primarschule in Triesen sowie an der Realschule St. Elisabeth in Schaan. Es folgte von 1977 bis 1980 eine Ausbildung zur Pharmaassistentin an der KV Wirtschaftsschule Chur. Von 2002 bis 2005 wurde ein Diplomstudium in den Fächern Marketing und Betriebswirtschaft an der MKS Marketing- und Kaderschule Sargans absolviert, welches mit dem Titel Diplom-Betriebsökonomin MKS abgeschlossen wurde. Im Jahr 2010 begann sie eine Weiterbildung in Leadership (Führungs-, Personal- und Teamentwicklung) bei Orlando Grand/Gipfelstürmer.ch GmbH in Oberegg (AI), welche sie mit einem Zertifikat abschloss.
Heidegger ist gelernte Apothekerhelferin. Im Laufe ihres beruflichen Werdegangs war sie im Gesundheitsbereich, im Anwalts- und Treuhandwesen und in der Industrie tätig. Unter anderem war sie 14 Jahre Assistentin des Managements und CEO‘s der Oerlikon Balzers. Seit 2005 ist sie diplomierte Betriebsökonomin. Seit 2010 ist Heidegger Assistentin der Geschäftsleitung und des Verwaltungsrates bei den Liechtensteinischen Kraftwerken.
Bei der Landtagswahl in Liechtenstein 2021 wurde sie für die Vaterländische Union in den Landtag des Fürstentums Liechtenstein gewählt.
Heidegger ist Mutter einer Tochter. 